# 파워인터뷰
《파워인터뷰》는 KBS에서 제작했던 인터뷰 프로그램인데 KBS 2TV에서는 애초 1998년 10월 17일 시작할 예정이었으나 여자 MC 섭외 문제 때문에 어려움을 겪어오자 KBS는 주말 밤 9시에 10부작 북한영화 림꺽정을 대체 편성했으며 결국 첫 회가 같은 해 11월 21일로 바뀌었는데 1999년 3월 초 방영분에서 축구선수 김병지 편을 내보낸 뒤 일부 시청자들로부터 항의를 받아왔다.
그 후, 1999년 9월 초 시작된 개그콘서트에게 자리를 내준 뒤 같은 달 5일부터 일요일 밤 11시 15분으로 이동했으나 그 해 10월 17일 방영분(박노해 편)에서  재미를 위한 질문으로 일관하여 비난을 샀으며 결국 2000년 봄 개편으로 쓸쓸히 막을 내려야 했다.

## 프로그램 소개
- 파워 인터뷰를 기억하는가? : 1998년 11월 첫 전파를 타 2년 동안 각계각층의 이슈메이커들을 스튜디오로 초대, 심혜진의 맛깔스러운 진행과 분야별 전문 패널군단의 날카로운 인터뷰로 화제를 모았던 파워인터뷰가 한층 강력해진 모습으로 돌아온다.
- 기존의 TV인터뷰, 토크쇼와 質이 다르다 : 한국적 인터뷰 쇼의 전형 '파워인터뷰‘. 각종 연예 오락적 심야토크프로그램들은 대체적으로 시청률을 담보하지만 인기연예인의 홍보의 장이나, 신변잡기적 구성에 치중한 나머지, 정작 이슈주인공의 철학, 내면, 이념, 비전 등에 대한 진솔한 인터뷰를 하는 프로그램이 없었다. 파워인터뷰는 재미만을 추구하는 토크쇼를 지양하고 한 시대의 코드가 된 이슈의 주인공들의 내면과 비전을 다양한 기법과 툴로 인터뷰함으로써, 진정한 인간탐구와 격조 높은 지적도발의 새 포맷을 제시하고자한다.
- 세련되고 진솔한 심층인터뷰로 출연자와 프로그램의 Win-Win 효과 : 스튜디오는 매우 Stylish 할 것이고, 세련된 세팅으로 구성되지만 팽팽한 긴장감이 느껴진다. 기존 프로그램에서 접하지 않은 진지한 구성과 다이나믹한 카메라워크, HD화면이 촘촘히 담아내는 게스트의 진면목, 때론 도발적으로, 때론 편안하게 자신의 생각과 비전을 패널들과 풀어나가면서 시청자들에게는 게스트의 숨겨진 지적, 인간적 관심사와 매력을 발산한다.
- 게스트는 각 분야별로 망라 한다 : 이 사회의 이슈의 중심에 서 있는 사람이 대상이므로 분야는 특정 분야에 치우치지 않고 다양하다. 정치, 경제, 사회, 문화, 스포츠, 과학 등에서 일가를 이룬 사람들 중 엄선해서 스튜디오에 초대한다. 즉, <파워 인터뷰>에 출연하는 것이 통과의례처럼 될 것이다!

## 방송내용
- 파워 보고서 : 통통튀고 발랄하게~ 때로는 감동적으로" 게스트에 관한 모든 것을 벗기는 막강 인물 보고서!
- 닥터 채의 프로파일링 : “그는 왜 그런 말을 했을까. 왜 이런 행동을 했나.” 심리학적으로 본 그는 과연 어떤 인물일까. 정신과 전문의,채정호 박사가 말하는 그 혹은 그녀! 평소 발언,일련의 행동 및 위기 대처 성향을 토대로 게스트를 정신분석학적으로 분석해 본다. 이 코너는 독특한 형식의 인물분석이자 유례없는 시도로 기억될 것이다.
- 우문현답(愚問賢答) : 한 주간 있었던 각 분야의 이슈 및 화제에 대해 돌발적으로 질문을 던지는 코너. 이 시대를 살아가는 동시대인으로서의 게스트는 과연 어떤 생각을 하며 살아가는지 묻는다. 그 동안 미처 알지 못했던 게스트의 내면과 인생관 및 가치관, 인간적인 면모를 들여다 볼 수 있는 장이 될 것이다.
- 카운터 펀칭! : 출연 게스트에게 날카로운 인터뷰 공세를 펼칠 사람은 비단, 패널들 뿐 만 아니다. 게스트에게 할 말이 많을 이들을 찾아가 게스트에게 항변 혹은 질문 공세를 할 기회를 준다.

## 방송 시간
| 방송 채널 | 방송 기간                          | 방송 시간                    | 방송 분량 | 시즌   |
| --------- | ---------------------------------- | ---------------------------- | --------- | ------ |
| KBS 2TV   | 1998년 11월 21일 ~ 1999년 8월 28일 | 매주 토요일 밤 9:00 ~ 10:00  | 1시간     | 시즌 1 |
| KBS 2TV   | 1999년 9월 5일 ~ 2000년 4월 30일   | 매주 일요일 밤 11:15 ~ 12:10 | 55분      | 시즌 1 |
| KBS 1TV   | 2005년 11월 5일 ~ 2006년 11월 11일 | 매주 토요일 밤 11:00 ~ 11:30 | 30분      | 시즌 2 |

## 진행자
- 이금희

## 역대 진행자
- 심혜진